# Északi Jüan kánok listája
Az alábbi lista az Északi Jüan Kánság uralkodóit tartalmazza. 1368-ra kiszorultak Kínából a mongolok, de még 1635-ig Mongóliában tudtak uralkodni.
| Dinasztia                 | Uralkodó                       | Uralkodott                       | Megjegyzés                             |
| ------------------------- | ------------------------------ | -------------------------------- | -------------------------------------- |
| Északi Jüan-ház           | Togon Temür (*1320. május 25.) | kán: 1368, †1370. május 23.      | Előtte 1333-tól 1368-ig kínai császár. |
| Északi Jüan-ház           | Biligtü (*1340)                | kán: 1370, †1378 áprilisa/májusa | Togon Temür fia.                       |
| Északi Jüan-ház           | Uszhál (*1342)                 | kán: 1378, †1388 novembere       | Togon Temür fia.                       |
| Északi Jüan-ház           | Jorigtu (*1358)                | kán: 1388, †1392                 | Arik Buka (megh. 1264) leszármazottja. |
| Északi Jüan-ház           | Engke                          | kán: 1392, †1393                 | Jorigtu fia.                           |
| Északi Jüan-ház           | Elbeg Nigüleszügcsi (*1361)    | kán: 1393, †1399                 | Jorigtu testvére.                      |
| Északi Jüan-ház           | Gün Temür (*1377)              | kán: 1400, †1402                 | Elbeg Nigüleszügcsi fia.               |
| nem ismert                | Örüg Temür                     | kán: 1402, †1408                 | Nem Dzsingiszida.                      |
| Északi Jüan-ház           | Öljei Temür (*1379)            | kán: 1408, †1412                 | Elbeg Nigüleszügcsi fia.               |
| Északi Jüan-ház           | Delbeg (*1395)                 | kán: 1412, †1415                 | Öljei Temür fia.                       |
| Északi Jüan-ház           | Ojiradáj                       | kán: 1415, †1425                 |                                        |
| nem ismert                | Adáj (*1390)                   | kán: 1425, †1438                 | Örüg Temür fia.                        |
| Északi Jüan-ház           | Tájszung (*1416)               | kán: 1433, †1453                 | Elbeg Nigüleszügcsi unokája.           |
| Északi Jüan-ház           | Agbardzsin                     | kán: 1453, †1453                 | Tájszung fivére.                       |
| nem ismert                | Eszen Tajszi                   | kán: 1454, †1455                 |                                        |
| Északi Jüan-ház           | Markörgis (*1448)              | kán: 1455, †1465                 | Tájszung fia.                          |
| Északi Jüan-ház           | Mulán                          | kán: 1465, †1466                 | Tájszung fia.                          |
| Interregnum (1465 – 1475) |                                |                                  |                                        |
| Északi Jüan-ház           | Manduul (*1438)                | kán: 1475, †1478                 | Tájszung fivére.                       |
| Északi Jüan-ház           | Daján (*1464)                  | kán: 1478, †1516                 | Manduul unokaöccse.                    |
| Északi Jüan-ház           | Barsz Bolud Dzsinong (*1490)   | kán: 1516, †1519                 | Daján fia.                             |
| Északi Jüan-ház           | Bodi Alág (*1504)              | kán: 1519, †1547                 | Daján unokája.                         |
| Északi Jüan-ház           | Darájszung Göden (*1520)       | kán: 1547, †1557                 | Bodi Alagh fia.                        |
| Északi Jüan-ház           | Tümen Dzsaszagtu (*1539)       | kán: 1558, †1592                 | Darájszung Göden fia.                  |
| Északi Jüan-ház           | Buján Szecsen (*1554)          | kán: 1592, †1604                 | Tümen Dzsaszagtu fia.                  |
| Északi Jüan-ház           | Ligden (*1588)                 | kán: 1604, †1634                 | Buján Szecsen unokája.                 |
| Északi Jüan-ház           | Edzsei                         | kán: 1634–1635, †1661            | Ligden fia.                            |

## Fordítás
- Ez a szócikk részben vagy egészben  a   List of Mongol Khans#Khans of Northern Yuan című angol Wikipédia-szócikk fordításán alapul.  Az eredeti cikk szerkesztőit annak laptörténete sorolja fel. Ez a jelzés csupán a megfogalmazás eredetét és a szerzői jogokat jelzi, nem szolgál a cikkben szereplő információk forrásmegjelöléseként.